# Agarum
Genre
Agarum est un genre d'algues brunes de la famille des Agaraceae ou des Costariaceae.

## Dénomination

### Étymologie
Le nom de genre Agarum est dérivé de agar-agar，mot de langue malaise qui fait référence à certaines algues rouges (Rhodophycées), généralement du genre Eucheuma, et secondairement à la nourriture gélatineuse qui en est extraite. 
Agarum n'a cependant aucune parenté avec les mots Agaric / Agaricus dont l'étymologie est tout à fait différente.

### Histoire du nom
Le genre Agarum est un bon exemple de la complexité des mécanismes qui président à l'attribution et à la stabilisation des noms en biologie. 
C'est Georg Eberhard Rumphius qui, à la fin des années 1600, dériva le mot « agar-agar » en agarum pour nommer cinq algues de l'Océan Indien : Agarum primum, A. secundum, A. funiculare, A. lactucarium, A. corticusum.
Ensuite, en 1768, agarum fut pour la première fois utilisé dans le système de Linné par Samuel Gmelin comme l'épithète spécifique d'une algue classée, selon la classification de Gmelin, dans les Fuci et l'ordre des Agara, algue qu'il nomma Fucus agarum,,.
Or les caractères donnés dans la diagnose de l'ordre des Agara, n'incluent pas la présence d'une gélatine comestible ce qui peut s'expliquer par le fait que le groupe d'algues défini par l'auteur (les Fuci), ne correspond pas à des algues rouges dont est extraite la gélatine comestible, mais à des algues brunes. Rumpf déclare à ce propos : « L'agar-agar, qui désigne diverses algues, en particulier celles utilisées comme nourriture, a vu son nom (Agarum) être transféré de façon inapproprié à des algues complètement différentes, (et) étrangères à l'Océan Indien ».
Par exemple en effet, plus d'un siècle plus tard, Agarum secundum de Rumphius fut, identifiée comme une espèce de Rhodophytes, Sarcodia montagneana (Hooker & Harvey) Agardh, 1852. 
En 1826, Bory de Saint-Vincent réutilise le nom Agarum comme nouveau genre d'une nouvelle famille : les Laminariées ; donnant une dérivation fallacieuse du nom générique，en expliquant que le nom de genre avait été emprunté par les phycologues à une langue nordique，dans laquelle il désigne les algues marines comestibles.
Avant que les noms du genre, de ses espèces et de leur famille ne se stabilisent, les travaux d'un grand nombre de botanistes se sont succédé, ponctués par l'application de règles de nomenclature complexes.

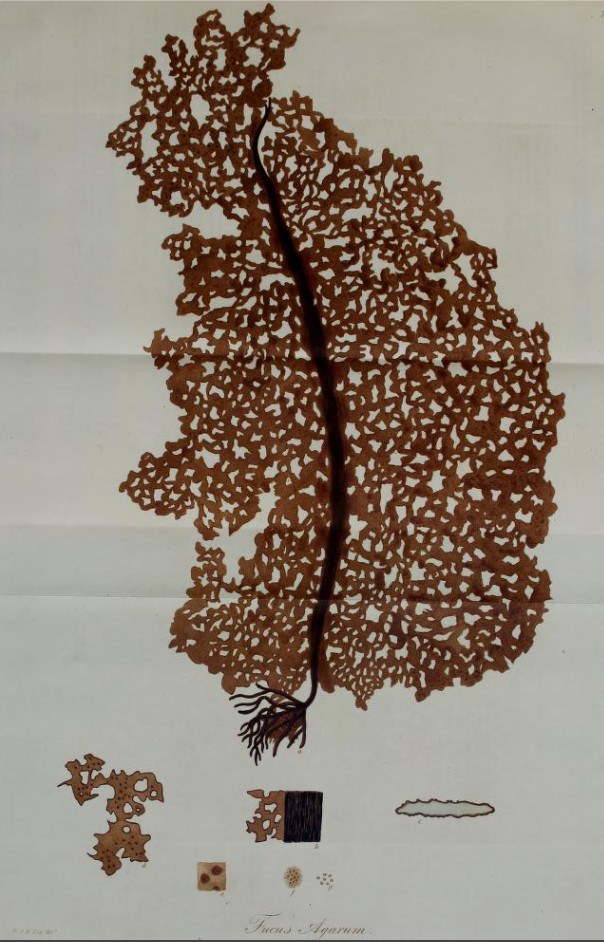
Fucus agarum de Gmelin, 1768.

Le nom de genre changea de nom  d'auteur : successivement Agarum Link, 1809 ; Agarum Dumortier，1822 ; Agarum Bory, 1826.
Seul le genre de Dumortier sera finalement validé. 
Fucus agarum Gmelin, 1768, espèce type de la famille des Laminariaceae, avant que celle-ci ne soit divisée, prit successivement les noms suivants : 
- Laminaria agarum (Gmelin) Agardh, 1817 ;
- Agarum clathratum Dumortier 1822 (la seule espèce valide) ;
- Agarum cribrosum Bory, 1826 ;
- Agarum cribrum Gaillon, 1828 ;
- Fucus cribrosus Mertens, 1829 ;
- Agarum turneri Postels & Ruprecht, 1840 ;
- Agarum gmelinii Mertens ex Postels & Ruprecht, 1840.

En 1840 A. Postels et F.J. Ruprecht créèrent la famille des Agaraceae et, en 2006, quatre botanistes canadiens créèrent celle des Costariaceae. 
Le genre Agarum fut ainsi tour à tour membre de la famille des Laminariaceae, puis des Agaraceae, puis des Costariaceae, dans laquelle il perdit son statut de genre type.

## Liste d'espèces
Selon AlgaeBase (16 novembre 2018) :
- Agarum asiaticum De la Pylaie ;
- Agarum brassiciforme (Postels & Ruprecht) Setchell & Gardner (Sans vérification) ;
- Agarum clathratum Dumortier (espèce type) ;
- Agarum crenulatum (J.Agardh) Trevisan (Sans vérification) ;
- Agarum nervosum (De Candolle) Trevisan (Sans vérification) ;
- Agarum pertusum (K.H.Mertens) Postels & Ruprecht ;
- Agarum proliferum (Lightf.) Trevisan (Sans vérification) ;
- Agarum proliferum (Roth) Nees (Sans vérification) ;
- Agarum turneri Postels & Ruprecht.

Selon World Register of Marine Species (16 novembre 2018) :
- Agarum asiaticum De la Pylaie, 1830 ;
- Agarum brassiciforme (Postels & Ruprecht) Setchell & Gardner ;
- Agarum clathratum Dumortier, 1822 ;
- Agarum clathrus (S.G.Gmelin) Greville, 1830 ;
- Agarum crenulatum (J.Agardh) Trevisan ;
- Agarum fimbriatum Harvey, 1862 ;
- Agarum nervosum (De Candolle) Trevisan ;
- Agarum oharaense Yamada, 1961 ;
- Agarum pertusum (K.H.Mertens) Postels & Ruprecht, 1840 ;
- Agarum proliferum (Lightf.) Trevisan ;
- Agarum proliferum (Roth) Nees ;
- Agarum turneri Postels & Ruprecht, 1840.